# Walckenaeria extraterrestris
Walckenaeria extraterrestris là một loài nhện trong họ Linyphiidae.
Loài này thuộc chi Walckenaeria. Walckenaeria extraterrestris được Robert Bosmans miêu tả năm 1993.